# Nipsey Hussle
Ermias Asghedome (Los Angeles, 9. siječnja 1985. -- Los Angeles, 31. ožujka 2019.) bio je američki reper. Otac mu je iz Eritreje, a majka iz Etiopije.

## Diskografija

### Studijski albumi
| Godina | Naziv                                                                                              | Pozicija na top listama | Pozicija na top listama | Pozicija na top listama | Certifikacije |
| Godina | Naziv                                                                                              | US                      | US R&B                  | US Rap                  | Certifikacije |
| ------ | -------------------------------------------------------------------------------------------------- | ----------------------- | ----------------------- | ----------------------- | ------------- |
| TBA    | South Central State of Mind - Objavljeno: 2011. - Producentska kuća: All Money In, Cinematic, Epic | bit će objavljeno       | bit će objavljeno       | bit će objavljeno       |               |

### Singlovi
| Godina | Pjesma                                                | Top liste | Top liste | Top liste | Album                       |
| Godina | Pjesma                                                | SAD       | SAD R&B   | SAD Rap   | Album                       |
| ------ | ----------------------------------------------------- | --------- | --------- | --------- | --------------------------- |
| 2009.  | "Hussle in the House"                                 | —         | —         | —         | nije na albumu              |
| 2009.  | "Roll the Windows Up" (gosti: Slauson Boyz & K Young) | —         | —         | —         | nije na albumu              |
| 2009.  | "Hussle Is My Last Name"                              | —         | —         | —         | nije na albumu              |
| 2009.  | "The Life" (zajedno s Snoop Dogg)                     | —         | —         | —         | nije na albumu              |
| 2010.  | "Feelin' Myself" (zajedno s Lloyd)                    | —         | 93        | —         | South Central State of Mind |
| 2010.  | "Keys to the City"                                    | —         | —         | —         | The Marathon                |

### Miksani albumi
- Slauson Boy Vol. 1 (2005.)
- Bullets Ain't Got No Name, Vol. 1 (2009.)
- Bullets Ain't Got No Name, Vol. 2 (2009.)
- Bullets Ain't Got No Name, Vol. 3.1 (2010.)
- The Marathon (2010.)

## Vanjske poveznice
- Službena stranica
- Nipsey Hussle na Twitteru
- Nipsey Hussle na MySpaceu
- Nipsey Hussle na Internet Movie Databaseu